# Auguste Numans
Auguste Numans, né à Bruxelles le 25 avril 1822 mort dans la même ville le 16 octobre 1901, est un peintre, un aquarelliste, un aquafortiste et un graveur belge.

## Biographie

### Famille
Auguste Numans, né rue de l'Étuve no 8 à Bruxelles le 25 avril 1822, est le fils de Louis Numans (1777), tailleur, et de Marie Thérèse Laloux (1782), mariés en 1798, et parents d'une famille nombreuse. Le 18 juin 1863, il épouse à Bruxelles, Susanne Adèle Stoefs, rentière, native de Bruxelles en 1834.

### Formation
Auguste Numans est étudiant à l'École royale de gravure de Bruxelles, où il apprend la gravure sur métal, puis à l'Académie royale des beaux-arts de Bruxelles, où il est formé, en gravure, par Luigi Calamatta (1843-1846) et par Paul Lauters,,. 

### Carrière
Auguste Numans commence, à l'âge de 20 ans à participer assidûment, durant presque 60 ans, aux expositions triennales belges au Salon de Bruxelles de 1842. Résidant ponctuellement à Paris en 1849, il est ensuite également présent aux Salons de Paris de 1853 et 1855.
Il reproduit en gravures les tableaux d'artistes belges contemporains, comme Jean-François Portaels, Paul Lauters, Emmanuel Noterman, Willem Roelofs ou encore François-Antoine Bossuet, de même que des maîtres anciens tels Jacob van Ruisdael,. En qualité d'illustrateur, il collabore à la revue artistique Vlaamsche School dans les années 1870-1880. Lorsqu'il participe à l'exposition de la société de l'Union des artistes de Liège en 1872, il est récompensé par une médaille d'or pour les eaux-fortes qu'il a présentées.
Auguste Numans est membre de l'éphémère Cercle des aquarellistes et des aquafortistes belges (1883-1884). Il expose en 1884 au cercle artistique, créé l'année précédente, Als ik Kan.
Veuf depuis 1882, Auguste Numans meurt, à l'âge de 79 ans, le 16 octobre 1901, en son domicile rue Joseph II no 15 à Bruxelles.

## Œuvre

### Caractéristiques
L'œuvre d'Auguste Numans relève essentiellement du domaine de la gravure : il grave sur bois et sur acier, il réalise des lithographies et des eaux-fortes.

### Expositions

#### Expositions triennales belges
- Salon de Bruxelles de 1842 : un cadre contenant des gravures[6].
- Salon d'Anvers de 1843 : un cadre contenant quatre gravures représentant des paysages[11].
- Salon de Bruxelles de 1845 : huit paysages et Vue d'un château (gravures)[12].
- Salon d'Anvers de 1846 : neuf gravures[13].
- Salon d'Anvers de 1849 : des vues, des monuments, des plans et des paysages[14].
- Salon de Bruxelles de 1851 : un cadre de gravures représentant la Belgique et deux cadres de vues prises en Perse[15].
- Salon d'Anvers de 1852 : Le Ravin, vue de Sicile d'après Portaels et deux Vue de Perse[16].
- Salon de Bruxelles de 1854 : Le Ravin, d'après Portaels et Le Ruisseau, d'après Roelofs (eaux-fortes)[17].
- Salon d'Anvers de 1855 : Le Ruisseau, gravure d'après Roelofs et Un Intérieur de ferme (pastel)[18].
- Salon de Bruxelles de 1857 : La Campine (gravure d'après Robbe)[19].
- Salon de Gand (XIV) de 1859 : Jeunes filles au bord de l'eau et une gravure La Campine d'après Louis Robbe[20].
- Salon d'Anvers de 1858 : Intérieur de forêt, Espagne, Moulin à eau aux environs de Paris, Les Ruines, Belgique et deux gravures : La Campine, d'après Roelofs et Les Rochers[21].
- Salon de Bruxelles de 1860 : Le Printemps et Lise la fileuse[22].
- Salon d'Anvers de 1861 : plusieurs gravures : Les Rochers, vue d'Orient, Vues d'Orient et Paysage, d'après Willem Roelofs[23].
- Salon de Bruxelles de 1863 : Paysage (peinture d'après Portaels) et deux eaux-fortes, dont l'une d'après Gilbert[24].
- Salon de Bruxelles de 1866 : Paysage (dessin d'après Jacob van Ruisdael), Paysage (aquarelle), des gravures d'après Lauters, Fourmois, Kreins, Portaels et Gérard[25].
- Salon d'Anvers de 1867 : Forêt de Fontainebleau, Les moulins, Bruges et Le Moulin, vue prise à Blankenberghe (aquarelles) et des gravures [26].
- Salon de Gand (XXVII) de 1868 : trois aquarelles : Les Moulins, Bruges, Intérieur de forêt et Les Bûcherons, Forêt de Fontainebleau et un dessin d'après Ruisdael[27].
- Salon de Bruxelles de 1869 : un paysage et un portrait (eaux-fortes)[28].
- Salon d'Anvers de 1870 : Vue prise à Montjoie, Prusse (aquarelle), Isle de Saint-Ouen (gravure) et une gravure d'après Ruisdael[29].
- Salon de Gand (XXVIII) de 1871 : Vue à Montjoie, Prusse, Rade d'Anvers, Ancien Escaut à Anvers, des gravures d'après Ruisdael, d'après Portaels, Gérard, Bossuet et Louis Georges Brillouin et des eaux-fortes d'après les tableaux de l'auteur[30].
- Salon de Bruxelles de 1872 : Le Vieux Bruxelles avant la restauration de l'hôtel de ville et Vue de Paris, entrée par Bercy (peintures), un cadre contenant dix gravures à l'eau-forte, deux aquarelles : Windsor et La Mare à Francart (Forêt de Fontainebleau)[31].
- Salon d'Anvers de 1873 : Vue prise du pont de Bercy, Arcade d'Octavie à Rome (gravures), Vue prise à Windunne près de Blankenberghe et Paysage, environs d'Anvers (peintures) et des aquarelles[32].
- Salon de Gand (XXIX) de 1874 : Vue prise à Dordrecht, La Marchande de fleurs et Sous bois. Forêt de Fontainebleau (aquarelles)[33].
- Salon de Bruxelles de 1875 : Le Vieux château de Montjoie (Prusse) et Un Carrefour à Malmedy[34].
- Salon de Bruxelles de 1881 : Ruines du temple de Jupiter à Rome, Ruines du forum-palladium à Rome (peintures), Maison de fleuriste à Rothenburg (Bavière) (aquarelle) et des gravures[35].
- Salon de Gand (XXXIII) de 1886 : des eaux-fortes[36].
- Salon de Bruxelles de 1887 : Cadre de six eaux-fortes[37].
- Salon d'Anvers de 1891 : un cadre contenant six gravures[38].
- Salon de Bruxelles de 1893 : Un cadre contenant six gravures[39].
- Salon de Bruxelles de 1897 : un cadre contenant six gravures[40].
- Salon de Bruxelles de 1900 : La Rade (gravure d'après Claeys) et un cadre contenant cinq eaux-fortes[41].

#### Autres expositions en Belgique
- Exposition de la société L'Union des artistes de Liège en 1872 : eaux-fortes, récompensées par une médaille[7].
- Exposition du cercle Als ik Kan de 1884[9].

#### Expositions européennes
- Salon de Paris de 1853 : Le Ruisseau, gravure d'après Willem Roelofs[42].
- Salon de Paris de 1855 : Le Ravin, gravure d'après Jean-François Portaels et Le Ruisseau, gravure d'après Willem Roelofs[4].
- Exposition universelle de Paris de 1878 : Vue prise du Pont de Bercy, Paris (aquarelle)[43].
- Exposition de l'art graphique à Vienne de 1883[44].

### Collections muséales
- Le British Museum conserve La Campine, gravure d'Auguste Numans (no 1888,0612.1026)[45].